# Болтинское (Ярославская область)
Бо́лтинское — деревня в Макаровском сельском округе Судоверфского сельского поселения Рыбинского района Ярославской области.
Деревня расположена на правом берегу реки Волги (Рыбинского водохрвнилища), выше шлюзов гидроузла, в глубине залива, отделяющего деревню Балобаново от Перебор. От деревни к северу идёт дорога на Балобаново. По западной окраине деревни проходит автомобильная дорога Переборы—Судоверфь, Селиховское шоссе. В целом эти три деревни составляют агломерацию, заполнившую полуостров в Рыбинском водохранилище, при этом полном преобладании Балобаново по своим размерам. Южнее деревни, отделенная от неё только небольшим заливчиком деревня Бурково. Деревня имеет хорошую транспортную связь с Рыбинском.
Деревня указана на плане Генерального межевания Рыбинского уезда конца XVIII века как деревня Болтинская.
На 1 января 2007 года в деревне числилось 6 постоянных жителей. Почтовое отделение, расположенное в Судоверфи, обслуживает в деревне 15 домов.